# Adam Boniecki
Adam Edward Boniecki (né le 25 juillet 1934 à Varsovie) est un prêtre catholique polonais, supérieur général de la congrégation des Pères mariens de l'Immaculée Conception de la Vierge Marie Congregatio Clericorum Marianorum ab Immaculata Conceptionis Beatissimae Virginis Mariae (MIC) de 1993 à 2000. 
Journaliste et écrivain engagé, il a été de 1999 à 2011 le rédacteur en chef de l'hebdomadaire intellectuel catholique indépendant de l'épiscopat Tygodnik Powszechny de Cracovie (après avoir été de 1991 à 1999 l'adjoint de Jerzy Turowicz). Il a été remplacé par son adjoint Piotr Mucharski,. Il est aussi chroniqueur régulier au quotidien Gazeta Wyborcza. De 2007 à 2015, il collabore également à la station de télévision catholique, ouverte sur les autres religions, Religia.tv (en), ainsi qu'avec d'autres stations.

## Biographie
Outre sa formation au sacerdoce au séminaire de Włocławek (il a été ordonné en 1960), Adam Boniecki a fait des études de philosophie à l'Université catholique de Lublin (1961-1964) et une année à l'Institut catholique de Paris (en 1973-1974).
De 1979 à 1991, il est à Rome, où Jean-Paul II lui a demandé de lancer puis diriger l'édition polonaise de L'Osservatore Romano.
Il fait l'objet en 2011 d'une interdiction par son ordre d'expression dans les médias (à l'exception de Tygodnik Powszechny) à la suite de prises de parole jugées hétérodoxes et non conformes à l'enseignement de l'Église. Cet interdit est levé en juillet 2017.

## Distinctions
Il a reçu de nombreux distinctions et prix comme la Médaille d'or Gloria Artis (2005) , le Prix Józef-Tischner (pl) ou le Prix de journalisme Dariusz Fikus (Nagroda im. Dariusza Fikusa (pl)).
Il a reçu en mars 2011 en présence du président de la République polonaise un hommage solennel "pour sa lutte contre le mal et son obstination à améliorer la vie sociale pour les personnes qui présentent une sensibilité particulière à la pauvreté, à l'injustice et  à la vulnérabilité".
Par décret du président de la République française en date du 12 octobre 2011, il est nommé commandeur de l'Ordre national du Mérite.